# CAST-256
In crittografia il CAST-256 (o CAST6) è un cifrario a blocchi sviluppato nel 1998 e presentato come candidato nel processo di standardizzazione dell'AES, anche se poi non è risultato fra i 5 finalisti. Il cifrario è un'estensione di un precedente progetto, il CAST-128: entrambi sono stati creati utilizzando una metodologia di sviluppo denominata CAST e creata da Carlisle Adams e Stafford Tavares. Howard Heys e Michael Wiener hanno contribuito al disegno del CAST-256.

## Struttura
Il CAST-256 utilizza gli stessi elementi del CAST-128, comprese le S-box, ma è stato adattato per lavorare con blocchi di dati grandi 128 bit, il doppio di quelli del suo predecessore (un processo evolutivo simile si è avuto anche nel passaggio dall'RC5 all'RC6). La chiave può assumere diverse lunghezze: 128, 160, 192, 224 e 256 bit. I passaggi 48, spesso descritti come 12 "quadri-passaggi", arrangiati in una rete di Feistel generalizzata.

## Licenza d'uso
Gli autori dichiarano che il cifrario CAST-256 è liberamente utilizzabile con una licenza gratuita di base senza royalty per utilizzi commerciali e non (vedi RFC 2612).